# SN 2010ai
SN 2010ai – supernowa typu Ia odkryta 8 marca 2010 roku w galaktyce A125925+2759. W momencie odkrycia miała maksymalną jasność 16,90m.